# Сукиасян, Варужан Гарсеванович
Варужа́н Гарсева́нович Сукиася́н (арм. Վարուժան Գարսևանի Սուքիասյան; 5 августа 1956, Ереван, Армянская ССР, СССР) — советский футболист и футбольный тренер.

## Клубная карьера
С 1978 по 1987 годы играл за «Котайк». Вместе с клубом поднялся из второй лиги в первую, где провёл несколько сезонов.
Выступал на позиции нападающего. В 1983 году с 21 мячом стал лучшим бомбардиром команды.

## Тренерская деятельность
В 1988 перешёл на тренерскую работу. Сначала был тренером в «Котайке», а затем в «Лори», клубе второй лиги СССР.
В 1992 году стал главным тренером новообразованного клуба «Бананц». Вместе с командой в первый же сезон завоевал с командой серебряный медали чемпионата и стал первым обладателем Кубка Армении. В следующем сезоне была добыта только бронза. Год спустя, после окончания чемпионата, в котором клуб занял лишь 5-е место, «Бананц» прекратил своё существование, влившись в клубную инфраструктуру земляков из «Котайка», оставив Сукиасяна без работы.
Вскоре принял приглашение ереванского «Вана», в котором проработал всего год. Пропустив сезон, Сукиасян возвращается в Абовян, где занимает должность тренера-консультанта в местном «Котайке». В этом же году уезжает в Ливан тренировать клуб армянской диаспоры «Оменмен».
В 1998 году принимает в руководство команду футбольного клуба «Цемент», с которым делает дубль. Одновременно вступает должность главного тренера молодёжной сборной. Со сборной высоких показателей не достиг, зато клуб играл очень успешно. С «Цементом» были выиграны вначале Кубок, а после — золото чемпионата Армении, ставшее первым и для клуба и для тренера. В следующем году был сделан очередной дубль, состоящий из побед в Кубке и в финале Суперкубка против «Ширака», где всё решилось в послематчевых пенальти. В чемпионате команда выступила менее удачно, завоевав бронзу первенства. Однако Сукиасян не доиграл сезон и покинул клуб за два месяца до окончания.
Возвращение состоялось в июне 2000 года. В итоге под руководством Сукиасяна команда, теперь уже называвшаяся «Араксом», вновь завоевала золотые медали чемпионата. В этом же году Сукиасян возглавил национальную команду, в которой провёл почти два года. Особых достижений не сыскал и после домашнего поражения в октябре 2001 года от сборной Норвегии ушёл с поста.
В апреле 2001 года вернулся в клуб, где завоевал основные титулы в своей тренерской карьере и который к этому времени уже назывался «Спартак». Проведя 4 месяца в должности главного тренера, Сукиасян покинул клуб. В 2003 году вновь возглавляет ливанский «Оменмен».
В 2006 году становится главным тренером ереванского «Арарата». С приходом Сукиасяна игра араратовцев преобразилась, стала техничной, грамотной. Пришли и долгожданные успехи «Арарата». Выход в финал Кубка Армении, где команда проиграла в дополнительном времени «Бананцу». Летом, в ходе чемпионата, когда «Арарат» шёл на втором месте, Сукиасян покинул клуб из-за разногласий с руководством. Тем самым он выразил несогласие с действиями руководства, которое пригласило в клуб сербского специалиста Душана Мийича. Именно Мийич и сменил на посту ушедшего Сукиасяна.
Приняв молодёжку, проработал с ней менее, чем год. В марте 2008 года возвращается в «Арарат». Под его руководством «Арарат» становится обладателем Кубка Армении, в матче за золотые медали чемпионата проигрывает в дополнительное время. После золотого матча пресса опубликовала слова Сукиасяна, в которых он обвинял главного судью матча, что тот после окончания золотого матча в подтрибунном помещении применил физическую силу в отношении него. В конце года Сукиасян покинул «Арарат», в очередной раз из-за расхождения мнений с руководством.
3 февраля 2009 года в армянской спортивной прессе появляется информация о возрождении клуба «Импульс». Главой тренерского штаба и вице-президентом клуба стал Сукиасян, в дальнейшем став и селекционером клуба. Не без его усилий дилижанский клуб стал обладателем малых золотых медалей в чемпионате Первой лиги. В начале 2010 года Сукиасян стал главным тренером «Импульса». Под его руководством команда дебютировала в Кубке Армении и в Премьер-лиге. Однако удачным дебют назвать было нельзя. В Кубке команда дважды уступила с минимальным счётом «Пюнику», который продолжил борьбу за трофей, а в чемпионате старт первенства вылился в два крупных поражения. После провала в начале чемпионата команда выправила ситуацию, но в целом было очень много проблем. Игры против лидеров были неудачными. После первого круга руководством клуба было решено сместить с поста главного тренера Варужана Сукиасяна, а на его место назначить Армена Гюльбудагянца. В конце июля стало известно об уходе Сукиасяна из футбола. Новым местом работы Сукиасяна стал Муниципалитет города Еревана.
10 июня 2014 года назначен вице-президентом футбольного клуба «Алашкерт».
С 28 апреля 2015 года — главный тренер «Арарат» (Ереван).
10 декабря 2015 года стал главным тренером сборной Армении.

## Достижения
- Чемпион Армении: 1998, 2000
- Серебряный призёр чемпионата Армении: 1992, 2008
- Бронзовый призёр чемпионата Армении: 1993, 1999
- Обладатель Кубка Армении: 1992, 1998, 1999, 2008
- Финалист Кубка Армении: 2007
- Обладатель Суперкубка Армении: 1998